# 9548 Fortran
9548 Fortran è un asteroide della fascia principale. Scoperto nel 1985, presenta un'orbita caratterizzata da un semiasse maggiore pari a 2,3764520 UA e da un'eccentricità di 0,2408700, inclinata di 9,63298° rispetto all'eclittica.